# Theorie realer Konjunkturzyklen
Die Theorie realer Konjunkturzyklen (englisch real business-cycle theory) ist eine Denkschule der Neuen klassischen Makroökonomik. Sie postuliert, dass das Prinzip der „klassischen Dichotomie“ auch kurzfristig gilt und somit konjunkturelle Schwankungen aus realwirtschaftlichen Veränderungen (beispielsweise Beschäftigung oder reales Bruttosozialprodukt) erklärt werden können. Sie argumentiert, dass Konjunkturzyklen durch technologische Schocks verursacht werden.
Andere Theorien sehen die Ursache von Konjunkturschwankungen dagegen in Nachfrageschwankungen (Keynesianismus), der Verfehlung der optimalen Geldmenge als Folge verfehlter Geldpolitik (Monetarismus) oder als Angebots- oder Nachfrageüberhang infolge von Preis- und Lohnrigiditäten (Neukeynesianismus). Zur Theorie der langen Wellen der Konjunktur gibt es Interpretationen, dass denen eine anthropologische Konstante zugrunde liegt.

## Vertreter
Die wichtigsten Vertreter der Theorie realer Konjunkturzyklen sind Edward C. Prescott und Finn E. Kydland, die 2004 gemeinsam den Alfred-Nobel-Gedächtnispreis für Wirtschaftswissenschaften erhielten. Weitere zentrale Figuren sind Robert J. Barro, Robert G. King, Charles Plosser und Sergio Rebelo.

## Methodik
Methodisch orientiert sich die Schule der Theorie realer Konjunkturzyklen eng am von Robert E. Lucas in den 1970er-Jahren entwickelten dynamischen Allgemeinen Gleichgewichtsmodell. Dabei gehen die Modelle im Sinne einer Mikrofundierung von repräsentativen Wirtschaftssubjekten aus. Aus den Nutzenfunktionen der privaten Haushalte und den Gewinnfunktionen der Unternehmen sowie deren Nebenbedingungen (constraints) werden allgemeine Gleichgewichtsbedingungen abgeleitet, die die wirtschaftliche Dynamik charakterisieren. Dies steht im Gegensatz zu älteren makroökonomischen Schulen, wie der keynesianischen oder monetaristischen.

## Zentrale Konzepte
Zu den zentralen Konzepten der Theorie realer Konjunkturzyklen gehört das Postulat von Rationalen Erwartungen, Markträumung im Rahmen eines Walrasianischen Gleichgewichtsmodells und eben repräsentative Wirtschaftssubjekte. Schocks auf die verfügbare Technologie sorgen für Fluktuationen im BIP, was als Konjunkturzyklus bezeichnet wird. Empirisch untermauern die Vertreter dies mit der Erkenntnis, dass das BIP einer Zufallsbewegung folgt. Dieses Ergebnis wurde 1982 von Charles Nelson und Charles Plosser erstmals im Journal of Monetary Economics veröffentlicht und erregte großes Aufsehen. Damit ist die Schule der Theorie realer Konjunkturzyklen eng mit der modernen Zeitreihenanalyse verbunden, die seit den 1970er-Jahren unter anderem von Christopher Sims mit entwickelt wurde. Eine weitere zentrale Annahme betrifft die intertemporale Substitution von Arbeit. Es wird angenommen, dass Haushalte bei niedrigem Lohn (z. B. während einer Rezession) weniger arbeiten, um bei hohem Lohn (während eines Booms) viel zu arbeiten.

## Kritik
Ökonomen wie Greg Mankiw und Lawrence Summers kritisieren die Theorie realer Konjunkturzyklen. Sie beruhe auf folgenden drei Annahmen, die ihrer Ansicht nach unrealistisch sind:
1. Im Zentrum dieser Konjunkturtheorie stehen Technologieschocks.
Abgesehen vom Ölpreisschock in den 1970er Jahren ist der Erfinder der Theorie Edward Prescott nicht in der Lage, spezifische Technologieschocks zu nennen, die bei historischen Konjunkturschwankungen eine Rolle gespielt haben sollen. Zudem gibt es auch keine mikroökonomische Fundierung für die großen Technologieschocks, die diese Theorie voraussetzt. Weiterhin werde die Theorie realer Konjunkturzyklen regelmäßig nicht gegenüber alternativen Erklärungen getestet. In den meisten Fällen gibt es aber sehr plausible Alternativerklärungen.
2. Arbeitslosigkeit entsteht dadurch, dass sich die Menschen dafür entscheiden, weniger zu arbeiten.
Paul Krugman merkt hierzu kritisch an, dass nach dieser Annahme der drastische Anstieg der US-Arbeitslosigkeit in der Weltwirtschaftskrise (auf dem Höhepunkt bestand eine Arbeitslosenquote von 25 %) nach dieser Ansicht auf einer massenhaften Entscheidung für einen langen Urlaub beruhte.
3. Geldpolitik kann den Konjunkturverlauf nicht beeinflussen.
Heutzutage besteht weitestgehend ein Konsens, auch unter Ökonomen der Neuen klassischen Makroökonomie, dass sich Löhne und Preise nicht so schnell anpassen, wie zur Wiederherstellung des Gleichgewichts zwischen Angebot und Nachfrage notwendig. Die Hypothese der Ineffektivität von Geldpolitik wird deshalb heutzutage kaum noch vertreten.
Ein weiterer großer Kritikpunkt besteht darin, dass die Theorie realer Konjunkturzyklen nicht in der Lage sei, die Konjunkturentwicklung in den Vereinigten Staaten abzubilden. Larry Summers schrieb deshalb:

“My view is that real business cycle models of the type urged on us by [Ed] Prescott  have nothing to do with the business cycle phenomena observed in the United States or other capitalist economies.”

„Meiner Ansicht nach besteht zwischen den Real-business-cycle-Modellen wie sie uns von Ed Prescott aufgedrängt wurden und den in den USA oder irgend einer anderen kapitalistischen Ökonomie beobachtbaren Konjunkturentwicklungen kein Zusammenhang.“